# Benzingia thienii
Benzingia thienii là một loài thực vật có hoa trong họ Lan. Loài này được (Dodson) P.A.Harding mô tả khoa học đầu tiên năm 2008.